# Raffaele Sansone Riario
Raffaele Sansone Riario, italijanski rimskokatoliški duhovnik, škof in kardinal, * 1460, Savona, † 9. julij 1521, Neapelj.

## Življenjepis
10. decembra 1477, pri 17. letih, je postal kardinal.
Med 13. avgustom 1479 in julijem 1482 je bil apostolski administrator Cuence; isti položaj je nato zasedal med 24. majem 1493 in 28. avgustom 1498. Takrat je postal apostolski administrator Viterbe e Tuscanie; tu je ostal do 29. novembra 1503, ko je bil imenovan za škofa Albana - škofovsko posvečenje je prejel 9. aprila 1504. Septembra 1506 je odstopil kot apostolski administrator Viterbe e Tuscanie. 10. septembra 1507 je postal škof Sabine. 7. julija 1508 je bil imenovan za apostolskega administratorja Arezza. Istega leta, 22. septembra, je postal škof Porta e Santa Rufine. Ta položaj je zasedal do 20. januarja 1511, ko je postal škof Ostie. Novembra istega leta je odstopil kot apostolski administrator Arezza. Naslednji mesec, 5. decembra, pa je bil imenovan za apostolskega administratorja Savone. Aprila 1516 je odstopil kot apostolski administrator Savone. 12. aprila 1518 je bil imenovan za apostolskega administratorja Málage. Med 3. in 10. septembrom 1518 pa je bil tudi apostolski administrator Pise.
Umrl je 9. julija 1521.